# Fever to Tell
Albums de Yeah Yeah Yeahs
Machine Show Your Bones
Fever to Tell est un album de Yeah Yeah Yeahs sorti le 29 avril 2003.

## Titres de l’album
| No  | Titre               | Durée |
| --- | ------------------- | ----- |
| 1.  | Rich                | 3:36  |
| 2.  | Date with the Night | 2:35  |
| 3.  | Man                 | 1:50  |
| 4.  | Tick                | 1:49  |
| 5.  | Black Tongue        | 2:59  |
| 6.  | Pin                 | 2:00  |
| 7.  | Cold Light          | 2:16  |
| 8.  | No No No            | 5:14  |
| 9.  | Maps                | 3:39  |
| 10. | Y Control           | 4:00  |
| 11. | Modern Romance      | 7:28  |
| 12. | Yeah! New York      | 2:05  |